# Sennedjem
Sennedjem – egipski rzemieślnik, który żył w Deir el-Medina na zachodnim brzegu Nilu, naprzeciw Tebów w starożytnym Egipcie za czasów rządów faraonów Seti I oraz Ramzesa II. Grób jego, jego żony, oraz ponad 20 (najprawdopodobniej) członków jego rodziny, odkryty został 31 stycznia 1886 (grób TT1 w Tebach Zachodnich).
Imię sn-nḏm oznacza „słodki brat”.

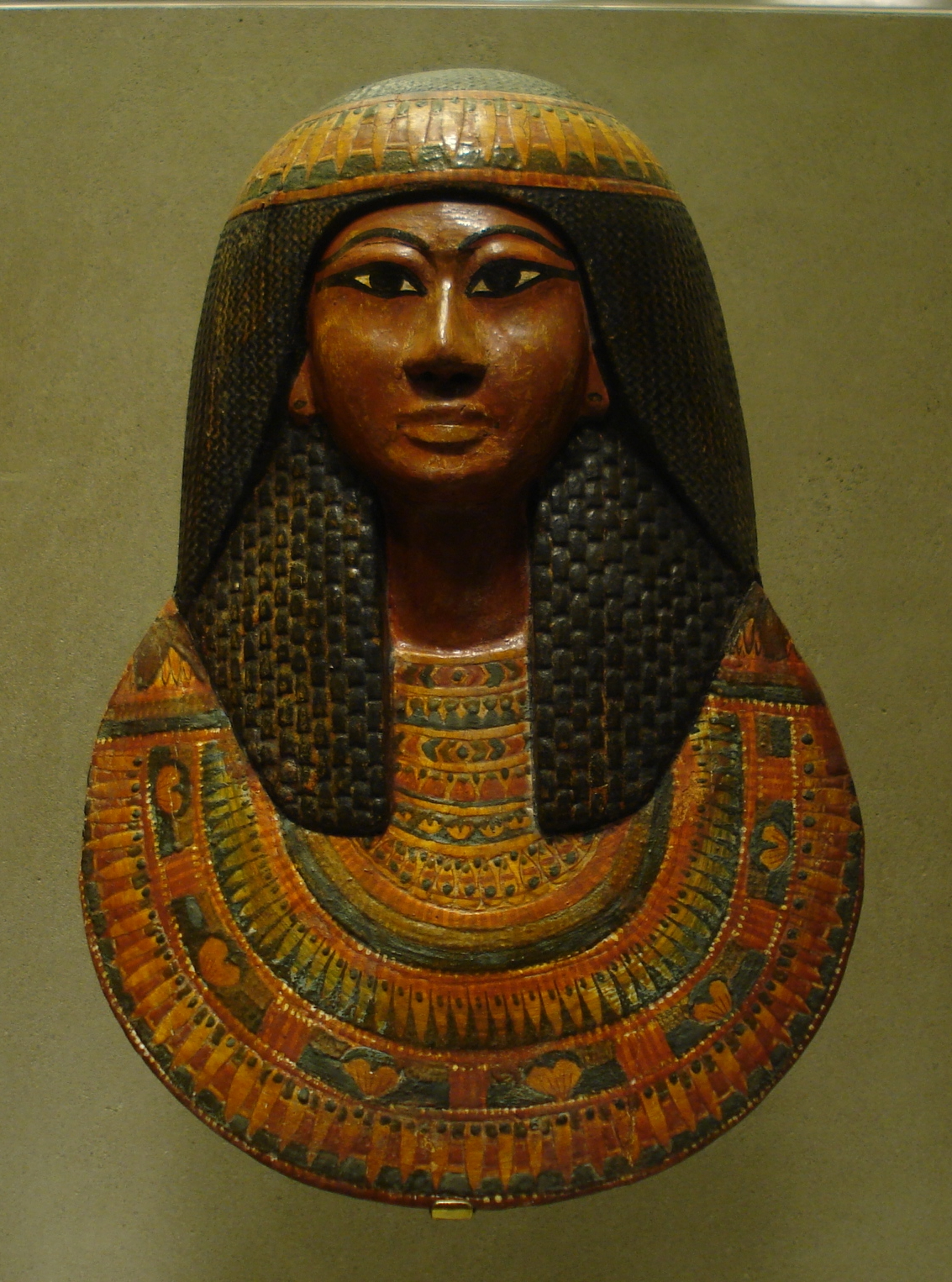
Maska Khonsu, syna Sennedjema, z grobu Sennedjema w Deir el-Medina.
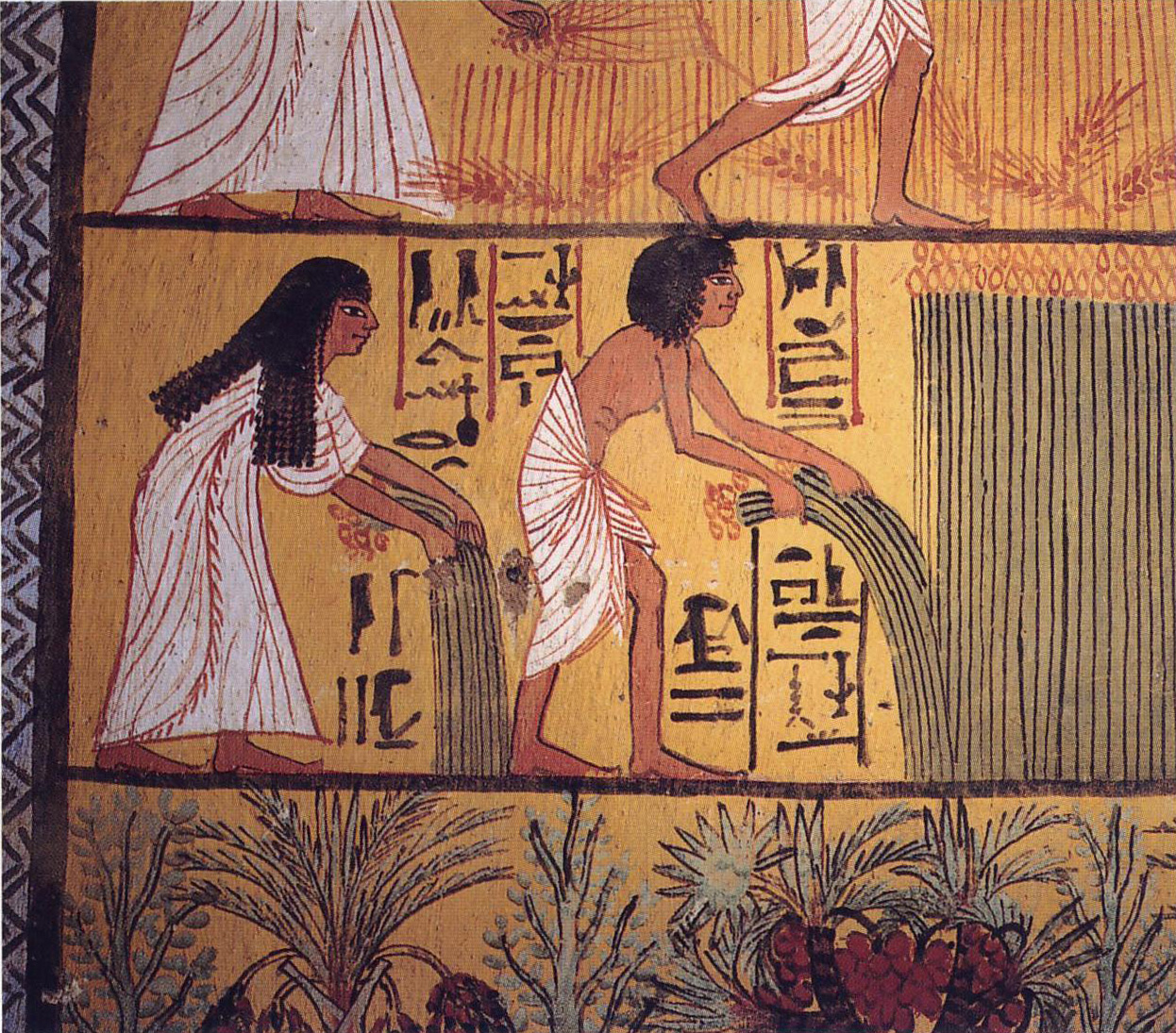
Chłopska para zbierająca papirus.
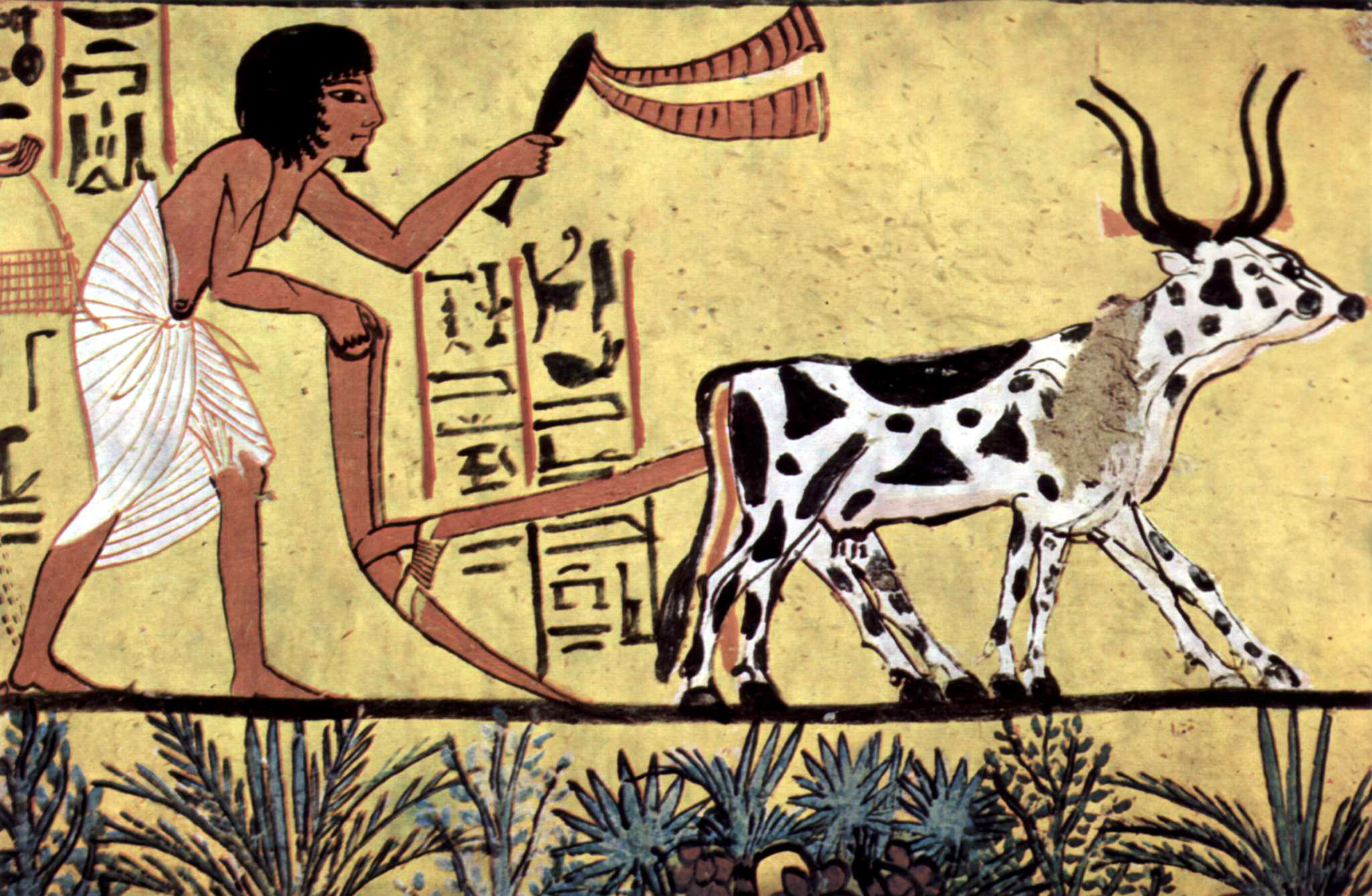
Orzący chłop
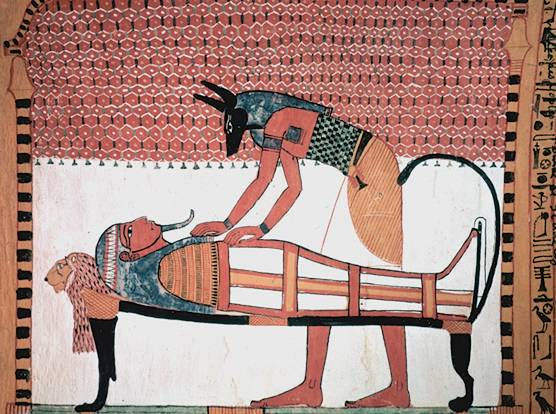
Anubis nad mumią Sennedjema